# Krajkovići (Republika Serbska)
Krajkovići (cyr. Крајковићи) – wieś w Bośni i Hercegowinie, w Republice Serbskiej, w mieście Trebinje. W 2013 roku liczyła 3 mieszkańców.